# Cardioglossa escalerae
Cardioglossa escalerae là một loài ếch thuộc họ Arthroleptidae.
Loài này có ở Cameroon, Cộng hòa Trung Phi, Cộng hòa Dân chủ Congo, Guinea Xích Đạo, có thể cả Cộng hòa Congo, và có thể cả Gabon.
Môi trường sống tự nhiên của chúng là rừng ẩm vùng đất thấp nhiệt đới hoặc cận nhiệt đới, sông ngòi, và rừng thoái hóa nghiêm trọng.
Chúng hiện đang bị đe dọa vì mất nơi sống.